# Stonehenge

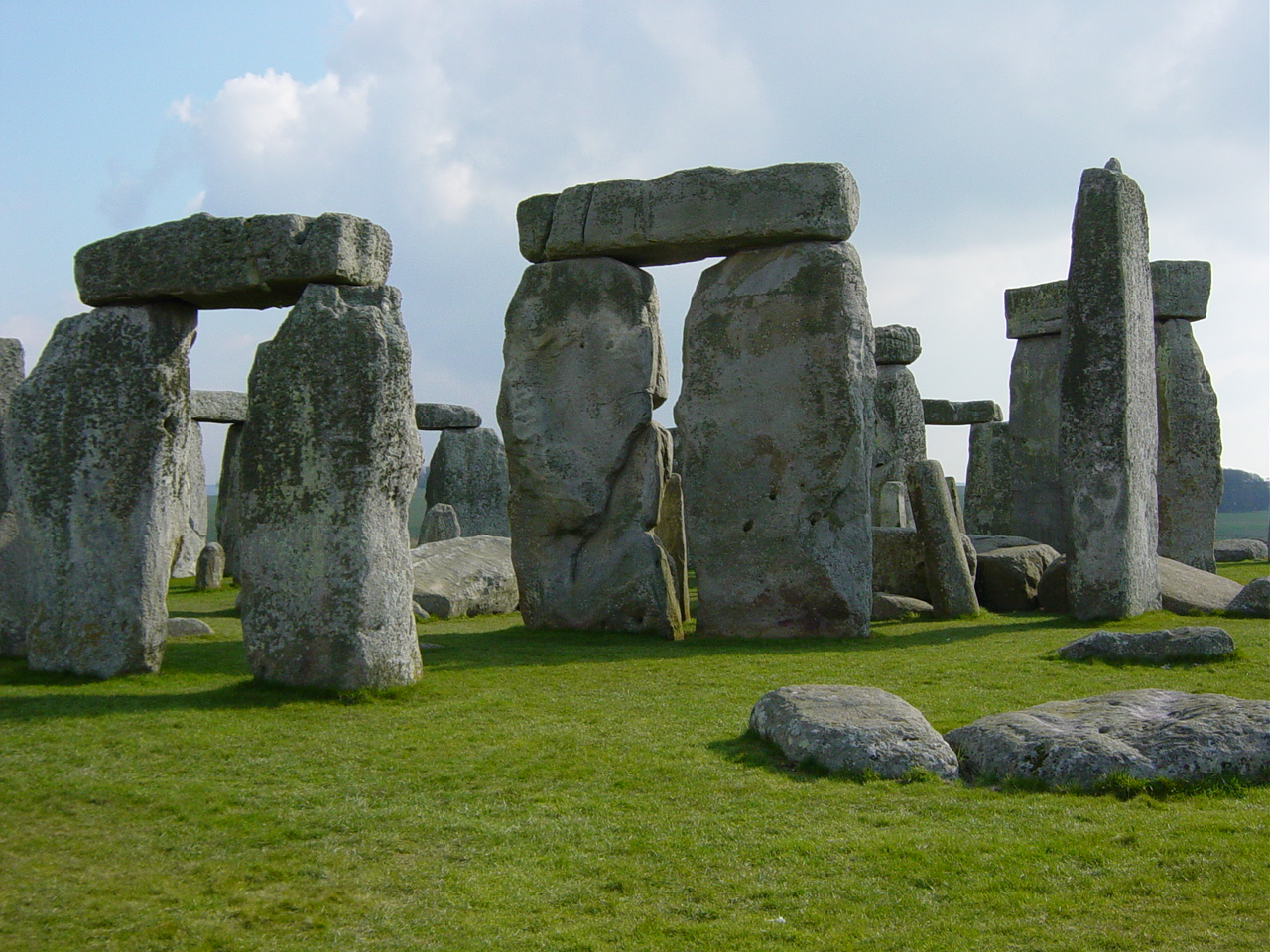
Närbild.

Stonehenge är ett förhistoriskt monument i sydvästra England. Det består av en cirkelformad megalitisk stensättning, omgiven av en ringgrav och direkt utanför denna en cirkelformad jordvall. Det ligger nära Amesbury i Wiltshire, ungefär 12 km nordväst om nuvarande staden Salisbury men närmre den äldre staden Old Sarum.
Stensättningen byggdes troligen mellan 2500 f.Kr. och 2000 f.Kr. Vallen och vallgraven som omger det nuvarande stenmonumentet är den äldsta delen av monumentet. Den byggdes från ungefär 3100 f.Kr. (yngre stenåldern). Namnet Stonehenge kommer från det fornengelska ordet Stanhengist som betyder ’de hängande stenarna’.
Själva monumentet ägs och förvaltas av English Heritage medan de lägre liggande markerna runt omkring ägs av National Trust for Places of Historic Interest or Natural Beauty. Stonehenge, Avebury och dess omgivningar upptogs 1986 på Unescos världsarvslista.

## Utseende

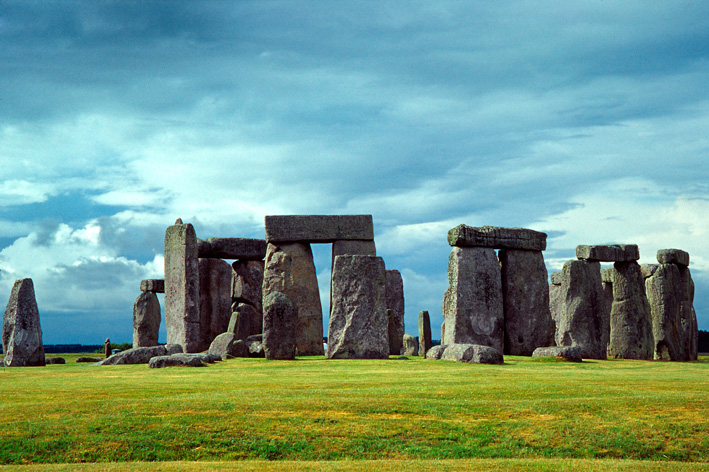
Stonehenge

Stonehenge består av väldiga resta stenar (megaliter) i två stora cirklar. Den yttre cirkeln, 30 meter i diameter, är sluten och bildas av nära 5 meter höga stenar, på vilka en rad långa, horisontella, intill varandra stöttande stenar vilar. Den inre kretsen är öppen åt nordost och bildad av fem par höga stenar. Varje par har upptill varit förenat genom en horisontell sten och bildat en så kallad trilit. Det mellersta paret var högst. Det hade, förutom den ovanpåliggande stenen, en höjd av 6,5 meter. Materialet som använts för den inre cirkeln är en blåaktig sten som inte finns i trakten, utan hämtats långväga ifrån. Mellan de två cirklarna av stora stenar och innanför den inre har cirklar av mycket mindre stenar funnits. I mitten ligger en 4,6 meter lång, flat sten ("altaret"). Genom öppningen utgår en väg. På denna väg är en sten rest ett stycke utanför graven.
För något mer än tre och ett halvt årtusende sedan, omkring 1700 f.Kr., kunde man på morgonen av årets längsta dag, från den nära templets mitt liggande ”altarstenen”, ett ögonblick se solen till vänster om denna resta sten. Detta stöder teorin att templet uppförts vid nämnda tid. Då jordaxelns läge ändrat sig, är det nu inte längre möjligt att ens vid midsommartid se solen till vänster om stenen. Oavsett detta samlas även i våra dagar, liksom i forna tider, vid midsommar mycket folk på den slätt där templet är beläget.

## Utvecklingen av Stonehenge

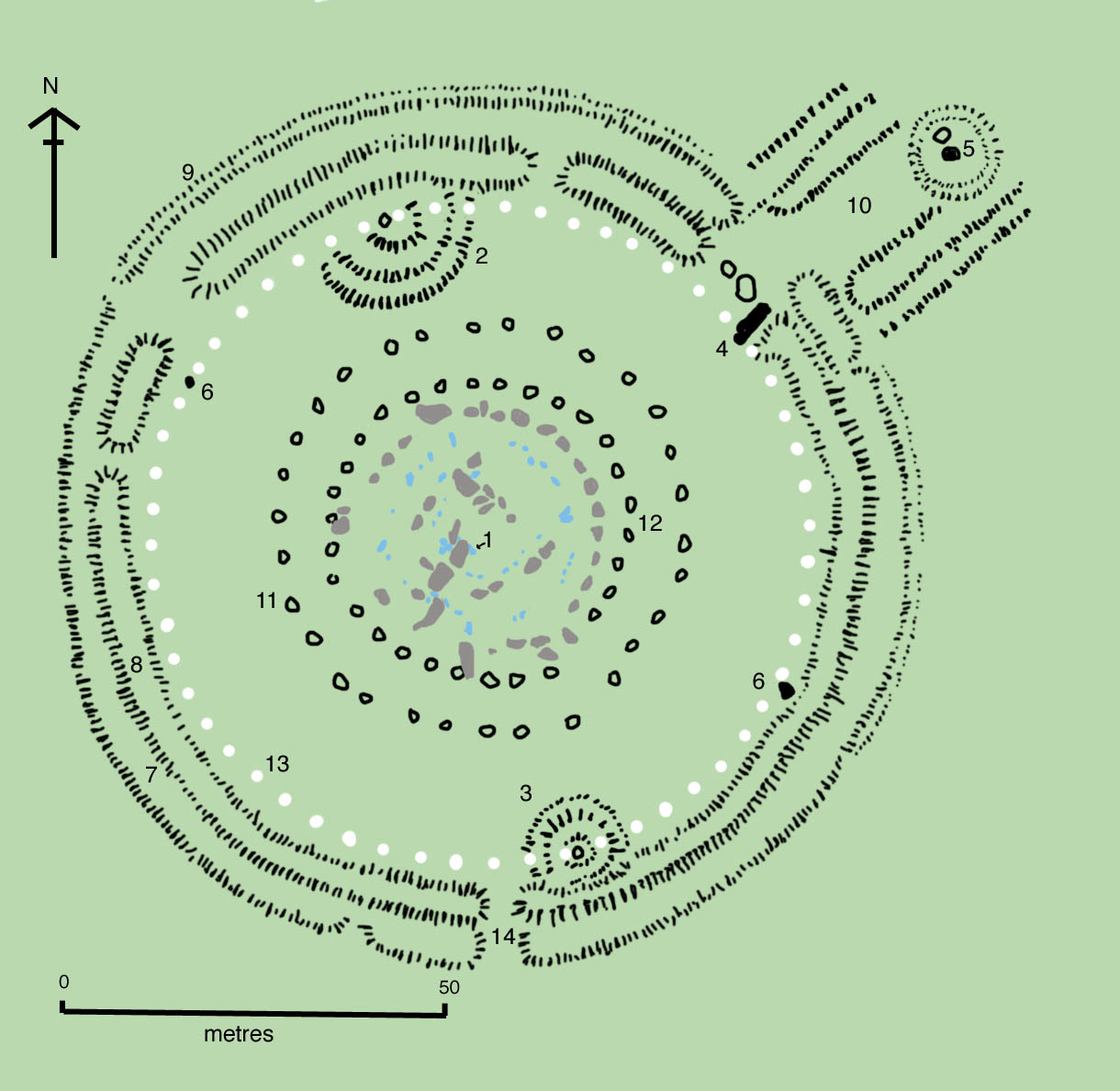
Karta över Stonehenge

Stonehenge-komplexet byggdes ut i flera faser under en period av sammanlagt 2000 år. Det finns även tecken på aktiviteter där före och efter denna huvudsakliga utbyggnadsperiod. Arkeologer har funnit rester av tre stora mesolitiska hål i närheten, under det som nu är parkeringsplatsen. Dessa daterar sig till omkring 7000 f.Kr., men de har inga kända kopplingar till det senare monumentet.
En gravplats för en halshuggen saxisk man har blivit utgrävd på platsen och daterar sig till 600 e.Kr. Dateringen och förståelsen för olika faser vid Stonehenge är inte en enkel sak; de kompliceras av dåligt bevarade utgrävningsprotokoll, därtill få nutida forskningsdatum samt påverkan av djurs bohålor.
Fasindelningen som idag är allmänt accepterad av arkeologer beskrivs nedan. En del föremål nämnda i texten är numrerade och har motsvarande nummer på översiktskartan till höger, vilken illustrerar Stonehenge 2004. Planen utelämnar triliternas överliggare för tydlighetens skull. Hål som inte längre eller någonsin har haft stenar visas som en öppen cirkel och stenar som är synliga idag är färglagda.

### Stonehenge fas 1 – "Aubrey-hålen" och "Hälstenen" (ca 3100–3000 f.Kr.)
Det första monumentet bestod av en cirkulär vall och ett omslutande dike (7 och 8). Detta mäter omkring 115 meter i diameter med en stor öppning i nordöst och en mindre i söder (14). Byggarna placerade ben av rådjur och oxe i dikets botten. Dessa ben var betydligt äldre än hornhackorna som användes för att gräva diket och hade blivit väl omhändertagna en lång tid innan de begravdes. Första fasen daterar sig till omkring 3100 f.Kr. Inom den yttre kanten på den omslutande arean grävdes en cirkel med 56 hål (13), kända som Aubrey-hålen efter John Aubrey, en 1600-talsantikvarie som var den som först lär ha upptäckt dem. Det kan ha funnits träpålar nedtryckta i hålen, men det har inte hittats några bevis för detta. En mindre yttre vall bakom diket dateras också till denna period (9).

### Stonehenge fas 2 – "Den dubbla blåstenscirkeln" (omkring 2300 f.Kr.)
Bevisen för den andra fasen är inte längre synliga. De dyker upp som spår av ett antal stolphål vilka daterar sig till en period då en viss typ av trästrukturer byggdes, omkring år 2300 f.Kr.. Vidare fanns stolpar placerade vid öppningen i nordost och längs en linje från södra öppningen och in mot mitten. Vallen reducerades avsiktligt i höjd och diket tilläts slamma igen. Åtminstone 25 av Aubrey-hålen är kända för att ha innehållit kremeringar, ditlagda två sekel efter monumentets uppförande. Vad än hålen haft för ursprunglig användning, så har den under fas 2 ändrats till att användas för begravningar. Ytterligare 30 kremeringar var placerade i det omslutande diket och på andra punkter inom monumentet, mestadels i östra halvan. Stonehenge är därmed den första begravningsplatsen av denna typ på de brittiska öarna. Fragment av obränt mänskligt ben har även hittats i dikets fyllningsmassa.

### Stonehenge fas 3 – "Sarsen"-cirkeln (ca 2600–1600 f.Kr.)

#### Delfas I (ca2600 f.Kr.)
Arkeologiska utgrävningar har indikerat att det omkring 2600 f.Kr. grävdes 2 koncentriska halvmåneformade grupper av hål (kallade hål Q och R) i mitten. Återigen är det ett litet men säkert dateringsbevis för denna fas. Hålen innehöll 80 stående blåstenar (de blå på planen) hämtade från Preseli Hills, 250 km bort i dagens Pembrokeshire i Wales. Stenarna, som vägde omkring 4 ton vardera, bestod i huvudsak av fläckig dolerit men innehöll exempel av ryolit, tuff samt vulkanisk och kalkartad aska. Den sten som är känd som altarstenen (1), en 6 ton tung gigant av grön glimmerhaltig sandsten och dubbelt så hög som blåstenarna, har hämtats från nordöstra Skottland och kan ha stått där som en ensam jättemonolit.
Den nordöstra öppningen breddades med resultatet att den exakt stämde överens med dåtidens riktning av midsommarsolens uppgång och midvinterns solnedgång. Denna fas i monumentets historia lämnades dock ofullbordad. Blåstenarna flyttades uppenbarligen och Q och R-hålen fylldes medvetet igen. Likväl tycks monumentet överträffat det i Avebury mot slutet av denna fas. Amesbury Archer, som hittades 2002 5 km söder om Stonehenge, kan också ha sett platsen i detta tillstånd.
Hälstenen (The Heelstone) (5) kan också ha blivit flyttad till utsidan av nordöstra ingången under denna period, även om detta inte kan fastställas med säkerhet utan även kan ha hänt när som helst under fas 3. Ursprungligen anslöt en annan sten till hälstenen. Två eller kanske till och med tre stora portalstenar monterades upp precis innanför öppningen i nordost. Av dessa återstår endast den då nästan 5 meter höga, idag fallna, slaktarstenen (Slaughter Stone) (4). Andra kännetecken som är löst daterade till fas 3 inkluderar de fyra stationsstenarna (6), varav två stod på toppen av varsin jordhög. Högarna är kända som gravhögar trots att de inte innehåller några gravar (2 och 3). Avenyn (The Avenue) (10), ett parallellt par av diken och vallar som leder 3 km till floden Avon byggdes också. Diken grävdes senare runt stationsstenarna och hälstenen vilket reducerade den senare till en stor ensam monolit.

#### Delfas II (ca 2440–2100 f.Kr.)
Nästa stora fas av aktiviteter skedde vid slutet av det tredje årtusendet före Kr. 74 gigantiska Sarsen-stenar (grå på kartan), hämtade från ett stenbrott omkring 30 km norr om platsen vid Marlborough Downs, gavs hål och skarvar innan de restes. 30 stenar med 29 överliggare bildade en cirkel på 30 meter i diameter. Var och en väger omkring 25 ton och har helt klart bearbetats för den slutliga effektens skull. De stående stenblocken vidgas något mot toppen så att perspektivet nedifrån gör att de ser raka ut när de reser sig upp från marken och överliggarna är en aning böjda för att uppnå det cirkulära utseendet.
Innanför cirkeln stod fem jättetriliter av sandsten (kallade Sarsen) arrangerade i form av en hästsko. Dessa stora stenar, tio stående och fem överliggare, vägde uppemot 50 ton vardera. Bilder av en dolk och 14 yxskaft har hittats inristade på en av Sarsen-stenarna, känd som sten 53. Ytterligare några yxskaftsristningar har setts på den yttre delen av stenarna kända som nummer 3, 4 och 5. De är svåra att datera men till formen är de lika sena bronsåldersvapen.

#### Delfas III (ca 2280–1930 f.Kr.)
Senare i bronsåldern tycks blåstenarna ha blivit återuppresta för första gången, även om de exakta detaljerna av denna period är oklar.

#### Delfas IV (ca 2280–1930 f.Kr.)
Denna delfas innebar större omarrangeringar av blåstenarna som var placerade i cirkel mellan de två sättningarna av sarsenstenar och i en oval i mitten. En del arkeologer anser att några av blåstenarna under denna period var delar av en andra grupp hämtad från Wales. Altarstenen kan ha flyttats in i ovalen. Även om detta verkar vara den mest imponerande fasen, var detta ganska dåligt genomfört jämfört med de tidigare. Den nyligen återuppresta blåstenen var inte väl grundad och började falla omkull.

#### Delfas V (ca 2270–1930 f.Kr.)
Ganska snart flyttades delar av den norra sektionen av blåstenarna och man skapade en hästskoformad sättning kallad Blåstens-hästskon (Bluestone Horseshoe). Denna speglade formen av de redan tidigare uppställda centrala sarsen-triliterna. Denna del av fasen är samtida med det berömda Seahenge i Norfolk.

#### Delfas VI (fram till ca1600 f.Kr.)
Ytterligare två ringar av hål grävdes precis utanför stencirkeln, kallad Y och Z (11 och 12). Var och en av dessa ringar bestod av 30 hål. De fylldes aldrig med stenar och tilläts slamma igen de kommande århundradena. Jordmassan i hålen består av järnåldersfynd och romerska fynd. De monumentala byggnaderna vid Stonehenge tycks ha blivit övergivna omkring 1600 f.Kr..

## Utgrävningar vid Stonehenge
Den första dokumenterade utgrävningen vid Stonehenge genomfördes av William Cunnington och Richard Colt Hoare. 1798 undersökte Cunnington gropen intill en nyligen fallen trilit. 1810 grävde båda intill den fallna ”Slaktarstenen” och kom då fram till att den en gång stått upp. De kan också ha undersökt ett av Aubrey-hålen intill. 1839 grävde en kapten Beamish omkring altarstenen och något senare gav familjen Antrobus, som på den tiden ägde Stonehenge, Charles Darwin tillstånd att göra en liten utgrävning för att prova sina teorier om jordmaskars sätt att begrava antika byggnader.
Vid nyårsafton år 1900, föll ytterligare en trilit, och Sir Edmund Antrobus tog sig för att räta på den och lade samtidigt betong under den. Efter den följande folkstormen och ett brev till tidningen The Times, skrivet av William Flinders Petrie, så gick han med på att räta upp stenarna under arkeologisk överseende så att en ordentlig dokumentation kunde göras av området därunder. Antrobus utsåg gruvingenjören William Gowland att göra jobbet. Trots att han saknade tidigare arkeologisk erfarenhet gjorde han en av de bästa och mest detaljerade utgrävningsdokumentationerna som någonsin gjorts vid monumentet. Gowland etablerade synen att hackor av djurhorn hade använts för att gräva hålen, och att stenarna hade blivit bearbetade för att passa på platsen.
Den största utgrävningen vid Stonehenge gjordes av översten William Hawley och hans assistent Robert Newall sedan området blivit statligt. Deras arbete började 1919, understödda av ”Office of Works” (Arbetsdepartementet) och fortsatte till 1926. De båda männen grävde ut stora delar av kännetecknen vid Stonehenge och var de första att fastställa att det var en plats som utvecklats i flera faser.
1950 betalade Society of Antiquaries Richard Atkinson, Stuart Piggott och Marcus Stone att genomföra ytterligare utgrävningar. De upptäckte flera kremeringar och utvecklade den fasindelning som än idag dominerar mycket av det som skrivs om Stonehenge.
1979 och 1980 ledde Mike Pitts två mindre undersökningar som en del av en tillsynsdikning nära intill "Heelstone" och fann bevis för en grannsten. Senare utgrävningar har hållits för att minska påverkan från elektriska kablar, avloppsledningar och en gångbana genom området.
Vid utgrävningar 2010 ledda av professor Vince Gaffney från University of Birmingham upptäcktes ett cirkulärt dike omgivande en cirkel av cirka en meter djupa hål omkring 900 meter ifrån Stonehenge. Dessa nyupptäckta hål har sannolikt haft timmerstockar stående i sig. Cirkeln har två öppningar, en mot sydväst och en mot nordost. Fyndet har beskrivits som det mest spännande vid Stonehenge på femtio år och offentliggjordes i juli 2010.

## Stonehenge under 1900-talet och fram till våra dagar

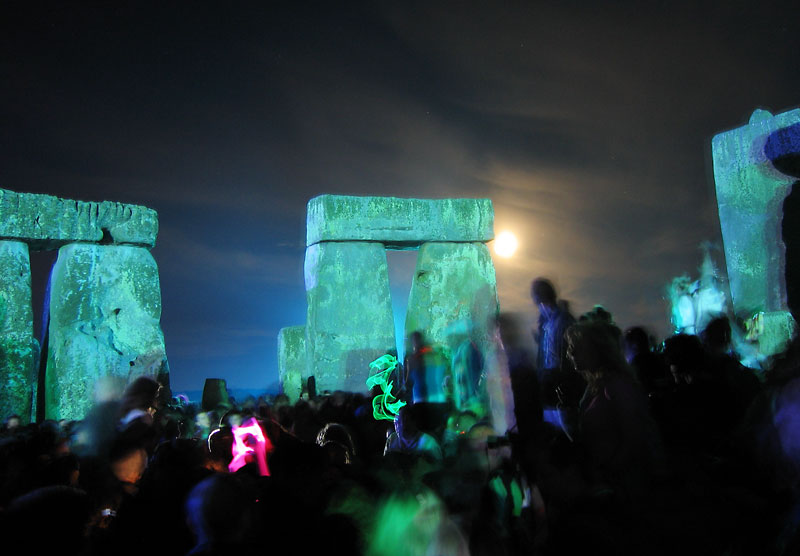
Rave vid Stonehenge 2005

I början av 1900-talet lutade många av blåstenarna betänkligt, sannolikt på grund av det växande antalet nyfikna besökare som klättrade på dem under 1800-talet. Dessutom föll två av triliterna i modern tid. Tre steg för att bevara Stonehenge genomfördes. Man rätade på instabila och fallna stenar och placerade dem, med hjälp av informationen från gamla teckningar, i sina ursprungspositioner. Detta innebär att Stonehenge inte är riktigt så tidlös som en del turistbroschyrer vill få folk att tro.
Stonehenge är fortfarande en plats för pilgrimer, neo-druider och nyhedningar. Mellan 1972 och 1984 hölls årligen Stonehenges öppna festival, informellt arrangerad av den Politantriska cirkeln. År 1984 förbjöds festivalen av den brittiska regeringen. Då uppstod en våldsam konfrontation mellan polis och new age-turister, en händelse som sedan kom att kallas Slaget om bönfältet. I nära 15 års tid därefter hade dessa grupper ingen tillgång till Stonehenge för religiösa ändamål. Idag är Stonehenge tillgängligt för dem vid fyra tillfällen per år.
På senare år har monumentet påverkats av närheten till väg A303 mellan Amesbury och Winterbourne Stoke, och väg A344. Olika projekt för att flytta vägen eller bygga en tunnel under platsen har föreslagits, men dessa har ofta blivit motarbetade då de antingen är för dyra eller förstör närmiljön för mycket. I början av 2003 offentliggjorde Transportdepartementet sina planer att förbättra A303, bland annat med en tunnel under Stonehenge. Dessa är fortfarande kontroversiella och regeringen har ännu inte beslutat om dem.
År 2006 öppnar Världsarvscentret. Nuvarande provisorium för besökare har mycket ofta kritiserats. Public Accounts Committee i det brittiska underhuset uttalade 1993 att de såg Stonehenge som en skam för nationen. Trots detta så har planerna för det nya centret väckt ett hätskt motstånd, särskilt från markägare och boende i närområdet. Organisationen English Heritage har föreslagit en ny ändamålsbyggd facilitet 3 km från stenarna intill en väg i samhället Amesbury. Besökare skulle därifrån bli framkörda till och från avsläppspunkter nära monumentet. De skulle sedan närma sig stenarna själva till fots den sista kilometern.
Lokala ortsbor i Amesbury har klagat på att detta skulle flytta trafikflödena från Stonehenge rakt in i deras eget samhälle. De anser också att den tid som allmänheten skulle tvingas tillbringa till och från Stonehenge antagligen skulle bromsa eller helt stoppa många besökare, särskilt amerikaner och japanska turister på blixtvisit i England.
År 2008 var det tänkt att den nya sträckningen av väg A303 skulle vara klar. Den gamla vägen skulle då stängas. Kostnaderna för den nya vägen och besökarfaciliteterna beräknades av English Heritage uppgå till omkring 270 miljoner pund. (Uppgift saknas om detta efter 2007). 

## Teorier om Stonehenge

### Tidiga förklaringar
Många tidiga historiker var influerade av övernaturliga folksagor i sina förklaringar. År 1615 argumenterade Inigo Jones för att det hela var ett romerskt tempel, tillägnat Cnelus, en hednisk gud, och byggt enligt toskansk ordning. Senare kommentatorer menade att det var uppfört av danskarna. Faktum är att ända till senare delen av 1800-talet ansågs platsen vara kopplad till saxare och andra, relativt sentida folkgrupper.
Det första akademiska försöket att undersöka och förstå monumentet gjordes omkring år 1740 av William Stukeley. Han ansåg felaktigt att Stonehenge var kopplat till druiderna. Han gjorde mätningar och teckningar av platsen, vilket tillät en bättre analys av dess form och betydelse. Med detta arbete kunde han demonstrera den astronomiska och kalendariska betydelsen för stenarnas placering.
Vid sekelskiftet år 1800 kunde John Lubbock fastställa att platsen var från bronsåldern baserat på bronsföremål hittade i närliggande gravhögar.

### Arkeologisk astronomi vid Stonehenge

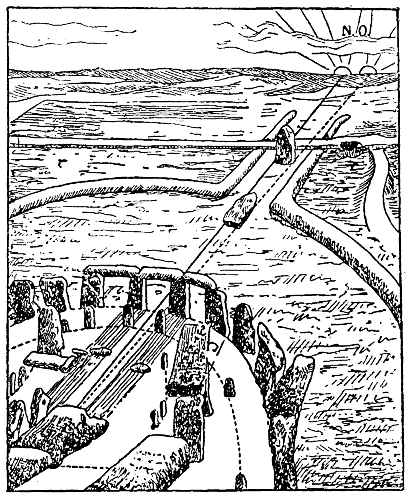
Stonehenge vid midsommar år 1700 f. Kr.

Monumentet är riktat åt nordost och många har föreslagit att byggarna fäste särskild betydelse för solstånds- och dagjämningspunkter. Det är i vilket fall osannolikt att riktningen är slumpartad.
En stor debatt utlöstes 1963 då boken Stonehenge Decoded publicerades. Den brittiskfödde astronomen Gerald Hawkins som skrivit verket, hävdade i denna att han sett ett stort antal markeringslinjer och lade fram teorin att Stonehenge kunde ha använts för att förutse sol- och månförmörkelser. Hawkins bok gavs stor publicitet, mest av skälet att han använt en dator för sina beräkningar. Arkeologer var dock misstänksamma mot hans förklaring, särskilt mot bakgrund av de ytterligare bidrag som tillkom i debatten, bland annat från astronomen C A Newham, Sir Fred Hoyle, den berömde Cambridge-kosmologen, och från Alexander Thom, en pensionerad civilingenjör som hade studerat stencirklarna i mer än 20 år. Dessa teorier har dock mött kritik de senaste årtiondena från Richard Atkinson och andra som har hävdat att "stenålderskalkylatorn" är en opraktisk förklaringsmodell.
Idag är man överens om att några av de astronomiska fallen, dock inte alla, var överdrivna. Likväl, då solen stiger i olika geografiska riktningar, måste man för att lyckats komma rätt i linje med den, mycket noga räknat ut Stonehenges latitud till 51°11'. Denna riktlinje måste därför ha varit fundamental när man uppförde den senaste av Stonehenges utbyggnadsfaser. Den nyligen gjorda upptäckten av en granne till ”The Heel Stone” (hälstenen) har ytterligare stärkt förklaringen att det skulle vara en markering för midsommarsolens uppgång, och stenen skulle då ha varit ena sida av en "solkorridor" använd för att rama in solljuset. Soldyrkan är en vanlig företeelse bland neolitiska folk, framför allt för deras beroende av att få en god skörd.
Som ett resultat har arkeoastronomer kommit fram till att Stonehenge representerar ett "antikt observatorium", trots att användningens omfattning är omdiskuterad. En del lite udda teorier har varit att det representerar det kvinnliga könsorganet, en dator eller till och med utomjordingars landningsplats.

### Blåstenarna
Den brittiske arkeologen Roger Mercer har observerat att blåstenarna är orimligt välbearbetade och har föreslagit att de flyttades till Salisburyslätten från ett ännu icke funnet monument i Pembrokeshire. De flesta andra arkeologer anser att blåstenarna endast är grovt bearbetade, åtminstone om man jämför med Sarsen-stenarna. Om Mercers teori är korrekt kan blåstenarna ha flyttats för att befästa en allians eller visa överlägsenhet över en besegrad armé, men det är bara en ren spekulation.
Ovalformade sättningar av blåstenar liknande den vid Stonehenge finns i Bedd Arthur i Preseli Hills och vid Skomerön utanför sydvästra kusten vid Pembrokeshire. Några arkeologer har föreslagit att de inhemska blåstenarna och de sedimentära sarsenstenarna är symboliska för en förening mellan två kulturer från olika landskap och att stenarna därför är från olika bakgrunder.
Senare års analyser av gravplatser från samma tid som upptäckts i närheten, kända som Bågskyttarna i Boscombe, har indikerat att åtminstone några av dessa individer var associerade med Stonehenges tredje fas och faktiskt kom från dagens Wales. Petrologiska analyser av själva stenarna har verifierat att de endast kan ha kommit från Preseli Hills och det är frestande att koppla ihop de båda.
Den brittiske arkeologen Aubrey Burl strider för idén att transporterna av blåstenarna inte organiserades av människor utan att blåstenarna istället forslades dit av glaciärer, åtminstone en del av vägen från Wales, under pleistocen. Det finns dock inga geologiska bevis för några som helst glaciära aktiviteter mellan Preseli och Salisburyslätten och några fler exemplar av den ovanliga doleriten finns inte i landskapet.

### Stonehenge som en del i ett rituellt landskap
Många arkeologer tror att Stonehenge var ett försök att i permanent sten återge de vanligare pålkretsar som vid den tiden fanns lite här och var på Salisburyslätten.
Moderna antropologiska bevis har använts av Mike Parker Pearson och den madagaskiska arkeologen Ramilisonina för åsikten att trä var associerat med det levande och stenar med de döda förfäderna. De har argumenterat för att Stonehenge var slutet på en lång, ritualiserad begravningsprocession, som började i öster vid soluppgången i Woodhenge och Durrington Walls och flyttade ner till Avon och sedan gick längs "Avenyn" upp till Stonehenge i väster vid solnedgången. Resan från trä till sten via vatten var en symbolisk resa från livet till döden.
Det finns inga tillfredsställande bevis för åsikten att Stonehenges astronomiska linjeriktning var något annat än symbolisk och den idag rådande förklaringen favoriserar en rituell roll för monumentet som tar i beräkning dess talrika gravplatser och dess närvaro i ett vidare landskap av heliga platser.

### Tekniken och utformningen bakom Stonehenge
Med utgångspunkt från att blåstenarna togs från Wales med handkraft, och inte transporterades av glaciärer som arkeologen Aubrey Burl hävdar, har ett antal olika transportmetoder med endast trä och rep föreslagits. Under 2001 genomförde man en övning i experimentell arkeologi. Ett försök att transportera en stor sten längs en land- och sjörutt gjordes från Wales till Stonehenge. Frivilliga tvingade upp stenen på en släde av trä och drog släden över land. När den senare flyttades över till en kopia av en förhistorisk båt, sjönk stenen i Bristolkanalen.
Man har trott att man gjorde stående ramar av trä som sedan användes för att hala upp stenarna. De högsta stenarna kan ha rests upp stegvis på plattformar av trä, och med hjälp av dessa antingen fått glida på plats eller tryckts upp på ramper. Infästningstypen på stenarna visar på ett folk skickliga i träbearbetning och de kan mycket väl ha haft kunskapen att uppföra monumentet genom sådana metoder.
Alexander Thom är av åsikten att platsen lagts ut med utgångspunkt från en megalitisk längdenhet. Han har studerat ett antal fornlämningar och har beräknat en megalitisk yard till cirka 0,829 meter, aningen mindre än en vanlig brittisk yard.
De ingraverade vapnen på Sarsen-stenarna är unika i megalitisk konst på de brittiska öarna, där mer abstrakta figurer favoriserades. På samma sätt är hästskoarrangemanget av stenar är ovanligt i en kultur som vanligen arrangerade stenar i cirklar. Yxmotivet är dock vanligt för folket i Bretagne vid den tiden. Mot denna bakgrund har det föreslagits att åtminstone två faser i Stonehenge byggdes under inflytande från kontinenten. Denna slutsats kan i någon mån kunna förklara monumentets utformning, men i sin helhet är Stonehenge fortfarande oförklarligt ovanligt i sammanhang av någon förhistorisk europeisk kultur.
Man har gjort uppskattningar på hur stort arbete som krävts för att bygga de olika faserna. Den totala insatsen som krävdes uppskattas till flera miljoner timmars arbete. Stonehenge fas 1 behövde sannolikt omkring 11000 timmars arbete, Stonehenge fas 2 omkring 360000 och de olika delarna av Stonehenge fas 3 har inneburit ända upp till 1,75 miljoner timmars arbete. Med den tidens primitiva verktyg uppskattas arbetet med stenarna ha krävt omkring 20 miljoner timmars arbete. Naturligtvis måste viljan att producera ett sådant monument ha varit stark och en stark social organisation har sannolikt varit nödvändig för att bygga och underhålla Stonehenge.

## Myter och legender
Hälstenen var en gång känd som "Friar's Heel". En folksaga, som inte kan dateras tidigare än 1600-talet, säger att stenens ursprungliga namn var detta:
Djävulen köpte stenarna från en kvinna på Irland, packade in dem, och tog dem till Salisburyslätten. En av stenarna föll i Avon, de andra bars till slätten. Djävulen ropade sen ut, "Aldrig någonsin kommer någon få veta hur dessa stenar kom hit". En munk (engelska: friar) replikerade, "Det är vad du tror!," varvid djävulen kastade en av stenarna mot honom vilken träffade honom på hälen. Stenen slog i marken och där ligger den än.
Några hävdar att "Friar's Heel" är en omskrivning av "Frejas He-ol" eller "Frejas Sol", den nordiska mytologins Freja och det kymriska ordet för "väg" och "soldag".
Stonehenge associeras också med legenden om Arthur. Enligt Geoffrey av Monmouth beslöt Merlin att monumentet skulle flyttas från Irland, där det hade blivit uppfört på Mount Killaraus av jättar som tog stenen från Afrika. Efter att det blivit återuppfört nära Amesbury, berättar Geoffrey vidare hur först Ambrosius Aurelianus, sedan Uther Pendragon, och slutligen Konstantin III, begravdes innanför ringen av sten. På många platser i hans Historia Regum Britanniae blandar Geoffrey brittiska legender och sin egen fantasi. Det är fängslande att han kopplar samman Ambrosius Aurelianus med detta förhistoriska monument, eftersom det finns anledning att koppla ihop Ambrosius med namnet på det närliggande Amesbury.

## Världsarv
Stonehenge, Avebury och dess omgivningar upptogs 1986 på Unescos världsarvslista.